# Максименко Євген Іванович
Євген Іванович Макси́менко (21 серпня 1937, Головчино — 4 січня 2021, Сімферополь) — український і російський скульптор і педагог; член Спілки радянських художників України з 1965 року та Спілки художників Росії. Заслужений діяч мистецтв Автономної Республіки Крим з 2005 року; почесний член Російської академії мистецтв з 2017 року. Батько скульптора Олександра Максименка.

## Біографія
Народився 21 серпня 1937 року в селі Головчиному (нині Грайворонський район Бєлгородської області, Російська Федерація) у сім'ї педагогів. Протягом 1955—1960 років навчався на художньо-графічному факультеті Московського міського педагогічного інституту імені Володимира Потьомкіна. Дипломна робота — скульптура «Портрет рибалки». Був членом КПРС.
З 1961 року викладав скульптуру в Курському педагогічному інституті. У 1964—1969 роках обіймав посаду головного художника міста Миколаєва та з 1965 року працював скульптором Художнього фонду Спілки радянських художників України. У 1967 році направлений на роботу до Кримської організації Спілки радянських художників України.
З 1997 року працював у Національній академії природоохоронного та курортного будівництва, де протягом 2010—2012 років обіймав посаду старшого викладача кафедри основ архітектури та образотворчого мистецтва. Після російської окупації Криму викладав у Кримському федеральному університеті імені Володимира Вернадського.
Мешкав у Сімферополі в будинку на вулиці Спера, № 6, квартира № 55 та у будинку на вулиці Воровського, № 60, квартира № 12. Помер у Сімферополі 4 січня 2021 року.

## Творчість
Працював у галузях станкової, монументальної та декоративної скульптури. Серед робіт:
станкові скульптури
- «Портрет студентки» (1961);
- «Чоловічий портрет» (1962);
- «Портрет учителя» (1964);
- «Севастополь звільнено» (1974);
- «Слава воїнам-переможцям» (1976);
- «Будівниця» (1980-ті);
- «Ранок» (1980-ті);
- «Довіра» (1980-ті).

монументальні роботи
- монумент «Воїн-визволитель» у місті Миколаєві (1965, у співавторстві з Олегом Здиховським);
- рельєфи «Атака», «Мирні будні» для Миколаївського музею Слави (1965);
- пам'ятник Миколі Островському у місті Миколаєві (1967);
- композиція «Комсомолія» в місті Новій Одесі (1968);
- пам'ятник кримським партизанам і землякам у селі Партизанське Сімферопольського району (1972);
- пам'ятник воїнам-визволителям в смт Чорноморському (1970-ті);
- пам'ятник Миколі Островському у місті Вознесенську (1970-ті);
- меморіал жертвам фашизму у селі Дубках Сімферопольського району (1973, у співавторстві).

Автор низки надгробних пам'ятників.
Брав участь у всеукраїнських, всесоюзних і закордоних мистецьких виставках з 1962 року.
Співавтор статей:
- «Геометрия силуэта в объемах пластики» // «Геометричне та комп'ютерне моделювання» (Харків, 2007, випуск 18);
- «Интерпретация последовательностей пластической динамики формообразующих скульптуры в виде геометрических фигур» // «Прикладна геометрія та інженерна графіка» (Київ, 2008, випуск 80).

Співавтор брошури «Методические указания по выполнению учебных заданий по скульптуре: натюрморт, орнамент, рельеф» (Сімферополь, 2012).